# Вулиця Академіка Герасимовича (Кременчук)
Ву́лиця Академіка Герасимовича — одна з найдовших вулиць Кременчука, протяжність якої становить близько 3500 метрів.
До 2016 року вулиця Академіка Герасимовича мала назву — вулиця Котлова.

## Розташування
Вулиця розташована у Крюкові. Починається від вулиці Івана Приходька та прямує на південний захід, де виходить за межі міста.
Перетинається з вулицями (від її початку):
- Трьох Космонавтів
- Дніпровський провулок
- Пров. Спаський
- Дніпровська
- Самойлівська
- Сергія Єфремова
- Гайдамацька / Чумацький шлях
- Західно-Набережна
- Чигиринський провулок
- Кавалерійська
- Космонавтів
- Пилипа Орлика
- Михайлівська
- Херсонська
- Криворізький пров.
- Гарматний провулок
- Калиновий провулок
- Урожайний провулок
- Білецьківська

## Будівлі та об'єкти
- Буд. № 1 — Палац культури імені Івана Котлова[1][2]
- Буд. № 62 — ПП «Науково-виробнича фірма „ЄвроТелУкраїна“»